# Wolseley 4/44
Wolseley 4/44 är en personbil, tillverkad av den brittiska biltillverkaren Wolseley mellan 1952 och 1956, den uppdaterade Wolseley 15/50 fortsatte sedan tillverkas till 1958.

## Wolseley 4/44
Gerald Palmer hade kommit till Nuffield Organisation från Jowett 1949. Hans uppgift var att ta fram femtiotalets MG-, Riley- och Wolseley-bilar. Först ut var Wolseley 4/44 som presenterades i slutet av 1952. Den självbärande karossen delades med MG Magnette, medan drivlinan kom från äldre Nuffield-vagnar. Hösten 1954 infördes en uppdaterad instrumentbräda med mer träpaneler.
Produktionen uppgick till 29 845 bilar.

## Wolseley 15/50
I juni 1956 ersattes 4/44:n av Wolseley 15/50. Den stora skillnaden var att bilen nu fick samma drivlina som systermodellen Magnette, med BMC-komponenter. Växelspaken flyttades till kardantunneln och kromutsmyckningen ändrades.
Produktionen uppgick till 12 352 bilar.

## Motor
4/44-modellen var i stort sett klar för introduktion när British Motor Corporation bildades 1952. Därför undgick modellen BMC:s rationaliseringar och fick överta motorn från den äldre MG Y-Type.
15/50-modellen fick BMC:s B-motor från systermodellen Magnette, dock i svagare utförande med enkel förgasare. 
| Modell | Motor              | Cylindervolym | Effekt | Bränslesystem      |
| ------ | ------------------ | ------------- | ------ | ------------------ |
| 4/44   | 4-cyl radmotor ohv | 1250 cm³      | 46 hk  | Enkel SU förgasare |
| 15/50  | 4-cyl radmotor ohv | 1489 cm³      | 50 hk  | Enkel SU förgasare |